# حي مايو (أحور أبين)
حي مايو (أحور) هو أحد أحياء مدينة أحور في محافظة أبين اليمنية. يبلغ تعداد سكانه 2804 نسمة حسب التعداد السكاني في اليمن لعام 2004.